# Kasai (rzeka)
Kasai (w Angoli zwana Rio Cassai) – rzeka w Afryce Środkowej, lewy dopływ Konga. Ma długość 2153 km od źródła na wschodnim zboczu płaskowyżu Bije, w Angoli i tym samym jest najdłuższym dopływem rzeki Kongo. W dorzeczu rzeki występują aluwialne złoża diamentów, szczególnie w dopływach Tshikapy, Longashimo i Tshipumbu.

## Geografia
Dorzecze Kasai zajmuje powierzchnię 904 tys. km², z tego 72,4% znajduje się w Demokratycznej Republice Konga, a pozostałe 27,6%, reprezentujące część południowo-zachodnią, znajduje się w Angoli.
Jej strumień biegnie na wschód przez 402 km, a następnie skręca na północ przez 483 km, tworząc granicę między Angolą a Demokratyczną Republiką Konga. Na drogach wodnych o długości 820 km od Kinszasy do Ilebo ruch jest szczególnie duży. Powyżej Ilebo nawigacja jest utrudniona przez łachy, ale łodzie o płytkim zanurzeniu są w stanie dotrzeć do Djokupundy. Tam od Mukumbi do Mai-Munene, przez 64 km wodospady Mai-Munene wymagają aby przewieźć towary koleją do następnego miejsca żeglownego. W dolnym biegu rzeka wpływa do równikowego lasu deszczowego. Poniżej ujścia Kwango tworzy Basen Wissmanna, a następnie wpada do niej Fimi-Lukenie, przynosząc wody jeziora Mai-Ndombe. Dalej jest znana jako Kwa.
W północnej części basenu Kasai występuje klimat równikowy. Charakteryzuje się niewielką różnicą pór roku, przy wysokiej temperaturze i prawie stałej wilgotności. Rozkład opadów w ciągu roku wynosi średnio około 1500 milimetrów. Na południu panuje klimat tropikalny typu Sudan z dwoma maksimami opadów i temperatury. Im bardziej w basenie płynie się z północy na południe, tym pora sucha staje się dłuższa. Płaskorzeźba południowego regionu dorzecza Kasai powoduje niewielki spadek temperatury.

### Główne dopływy
- Luili (prawy)
- Cafunge (prawy)
- Taela (prawy)
- Tamboshi (prawy)
- Lwachimo (lewy)
- Thshikapa (lewy)
- Matshibola (lewy)
- Soka (lewy)
- Muleleshi (lewy)
- Lulua (prawy)
- Sankuru (prawy)
- Loange (lewy)
- Kuango (lewy)
- Fimi-Lukenie (prawy)[4]